# 709 Fringilla
709 Fringilla је астероид главног астероидног појаса са пречником од приближно 96,56 .
Афел астероида је на удаљености од 3,244 астрономских јединица (АЈ) од Сунца, а перихел на 2,582 АЈ.
Ексцентрицитет орбите износи 0,113, инклинација (нагиб) орбите у односу на раван еклиптике 16,297 степени, а орбитални период износи 1816,822 дана (4,974 године).
Апсолутна магнитуда астероида је 9,04 а геометријски албедо 0,045.
Астероид је откривен 3. фебруара 1911. године.